# Landelijke Interuniversitaire Mathematische Olympiade
De Landelijke Interuniversitaire Mathematische Olympiade (LIMO) is een jaarlijkse wiskundewedstrijd voor Nederlandse en Vlaamse studententeams, bestaande uit maximaal vier personen.

## Geschiedenis
De LIMO bestaat sinds 2005, en is afgeleid van het tien jaar oudere PION, wat een natuurkundevariant is van hetzelfde concept. De deelnemers komen vanuit heel Nederland (en sinds 2008 Vlaanderen), de meesten uit Utrecht, Leiden en Nijmegen, de plaatsen waar het ook ooit is georganiseerd. De LIMO beslaat altijd een hele dag. 's Ochtend is er een wiskundige lezing, gevolgd door een lunch en de wedstrijd. Tijdens de borrel die daarop volgt worden ook de antwoorden nagekeken, zodat er nog een prijsuitreiking kan plaatsvinden voor het afsluitende diner. De drie beste teams winnen een prijs, en dit is een set van vier wiskundeboeken, en voor de winnaars ook nog een wisselbeker.
| Jaar | Locatie   | Organisatie        | Winnaars                                    | Teams | Lezing door:              |
| ---- | --------- | ------------------ | ------------------------------------------- | ----- | ------------------------- |
| 2005 | Leiden    | De Leidsche Flesch | Squeak! (Nijmegen)                          | 16    | Jan Hogendijk             |
| 2006 | Nijmegen  | Desda              | Groep van orde 4 (Utrecht)                  | 17    | Quiz in plaats van lezing |
| 2007 | Utrecht   | A-Eskwadraat       | Aleph_4 (Leiden)                            | 23    | Gunther Cornelissen       |
| 2008 | Leiden    | De Leidsche Flesch | Qin Shihuangdi & Terracotta army (Utrecht)  | 24    | Wiskundemeisjes           |
| 2009 | Utrecht   | A-Eskwadraat       | Hilbert's Homies (Utrecht)                  | 25    | Robbert Dijkgraaf         |
| 2010 | Utrecht   | A-Eskwadraat       | Vierpuntcompactificatie (Leuven)            | 17    | Tom Verhoeff              |
| 2011 | Nijmegen  | Desda              | Da mondiale limoenlimonademacho's (Utrecht) | 14    | Wim Veldman               |
| 2012 | Utrecht   | A-Eskwadraat       | Clopen-minded (Leuven)                      | 25    | Gunther Cornelissen       |
| 2013 | Leiden    | De Leidsche Flesch | Fourier à micro-ondes (Leuven)              | 21    | Peter Grünwald            |
| 2014 | Eindhoven | GEWIS              | Traag Maar Gestaag (Utrecht)                | 25    | Johan van Leeuwaarden     |
| 2015 | Utrecht   | A-Eskwadraat       | Een willekeurig aantal punten (Utrecht)     | 30    | Don Zagier                |
| 2016 | Amsterdam | NSA                | Ideaal in de kern (Utrecht)                 | 32    | Hendrik Lenstra           |
| 2017 | Nijmegen  | Desda              | Bourbaki eten bourbakikool (Leuven)         | 29    | Ben Moonen                |
| 2018 | Groningen | FMF                | Mückenheim Transfinity (Amsterdam)          | 31    | Ieke Moerdijk             |
| 2019 | Amsterdam | NSA                | Team Harold (Utrecht)                       | 29    | Raf Bocklandt             |
| 2020 | Digitaal  | A-Eskwadraat       | Team Har01d (Utrecht)                       | 33    |                           |
| 2021 | Digitaal  | A-Eskwadraat       | Team Har o.i.d. (Utrecht)                   | 38    | Jop Briët                 |
| 2022 | Amsterdam | NSA                | Team Harold’s Heralds (Utrecht)             | 13    | ?                         |

### Belgische teams
In 2008 deden voor het eerst Belgische teams (uit Leuven) mee, en buiten mededinging haalde één team zelfs meer punten dan de Nederlandse winnaars. Vanaf 2009 mochten Belgische teams ook meedingen naar de prijzen. Een Leuvens team bereikte toen de tweede plaats en in 2010 won zelfs een team uit Leuven. Daarnaast komt er sinds 2009 een team uit Gent. In 2011 was er een sterke groei in het aantal Belgische teams; er waren drie Leuvense en twee Gentse teams.

### Prijsuitreiking
In 2009 werden de prijzen uitgereikt door Ronald Plasterk, destijds minister van Onderwijs, Cultuur en Wetenschap. In 2010 viel de eer te beurt aan Jan Terlouw. Beiden gaven tevens een toespraak.

## Organisatie
De wedstrijd wordt georganiseerd door studenten zelf, en in de regel verzorgt de studievereniging op de universiteit waar het winnende team vandaan komt, de organisatie van de volgende LIMO. Dit is echter geen officiële regel, wel is vastgelegd dat de wedstrijd altijd in Nederland moet plaatsvinden (en dus niet in Vlaanderen). Officieel is de LIMO een initiatief van het Wiskunde en Informatica Studieverenigingen Overleg (WISO).

## Wedstrijd
De wedstrijd bestaat uit tien tot twaalf uitdagende wiskundevraagstukken, die worden gemaakt door Nederlandse wiskundigen. Meestal zijn dit hoogleraren en docenten, maar ook AIO's en de laatste jaren hebben studenten wel vaker eens opgaven gemaakt. Hendrik Lenstra heeft voor alle behalve de eerste een opgave verzorgd, en ook Ronald Meester, Mike Botchev, Jaap Top, Robert Tijdeman, Gunther Cornelissen, Arne Smeets en Quintijn Puite hadden vaak een bijdrage. De opgaven zijn voornamelijk van fundamenteel wiskundige aard (algebra, analyse, discrete wiskunde) en bevat vooral veel niet-standaard puzzelopgaven.
De wedstrijd duurt drie uur. Per team mag voor elke opgave een antwoord worden ingeleverd, en hiervoor kunnen dan maximaal tien punten worden gescoord. Over het algemeen wordt gemiddeld een kwart tot een derde van alle punten gescoord, en het winnende team scoort meestal iets meer dan de helft tot driekwart van alle punten. Echter in 2014 zette het team "Traag Maar Gestaag" een wonderbaarlijke bijna perfecte score neer, zij hadden destijds tien van de elf vragen perfect beantwoord, maar één vraag hadden zij gedeeltelijk goed.